# Château de Furg
Le château de Furg est un château de la ville de Furg (Darmian), en Iran, construit par les Afcharides,,.